# Hotell Moskva (Sankt Petersburg)
Moskva, på ryska Гостиница «Москва», heter ett stort hotell med 825 rum, beläget i den östra delen av Sankt Petersburg precis nere vid Neva och med utsikt över floden.
Hotellet uppfördes mellan 1964 och 1972 och renoverades mellan 2005 och 2007.